# Desecration Smile
Desecration Smile è una canzone dei Red Hot Chili Peppers. Si tratta del quarto singolo estratto dal loro nono album in studio, Stadium Arcadium (2006).

## La canzone
La canzone è stata pubblicata come singolo nel 2007 per l'Europa, mentre "Hump de Bump" è stata pubblicata solo per gli Stati Uniti e il Canada. La versione per radio è di durata minore (4:15), ed è stata tagliata di alcune parti del testo.
I Red Hot l'avevano già suonata dal vivo al Bridge School Benefit nel 2004, e da allora è stata diffusa su internet. Tuttavia la prima versione ha struttura e ritornello differenti rispetto a quella su Stadium Arcadium.
Si tratta di una ballata melodica, con un uso estensivo di chitarra acustica.

## Il video
Il video, uscito nel febbraio 2007, è stato diretto da Gus Van Sant (già regista di quello per Under the Bridge). Si basa su una sola ripresa con una sola videocamera, e mostra i quattro mentre cantano in coro il brano.

## Tracce

### CD 1
1. "Desecration Smile"
2. "Joe"

### CD 2
1. "Desecration Smile"
2. "Funky Monks" (live)
3. "Save This Lady" (Previously Unreleased)